# Мартинес Герреро, Томас
Томас Мартинес Герреро (исп. Tomás Martínez Guerrero; 21 декабря 1820, Нагароте, Леон — 12 марта 1873, Леон) — никарагуанский военный и государственный деятель, 34-й президент Никарагуа, возглавлявший страну в 1857−1867 годах.
Родился 21 декабря 1820 года в Нагароте, Леон, провинция Никарагуа и Коста-Рика, в семье Дона Хоакина Мартинеса, сефардского еврея, который умер в Сальвадоре и был похоронен на еврейском кладбище, и Доны Марии Герреро, католички. Воспитан в религии матери.
Сначала занимался торговлей в районе Белиза.
В 1854 году с началом гражданской войны, поступил на службу в армию лоялистов. Дослужился до звания генерала.
В 1857 году, после изгнания из страны американского пирата Уильяма Уокера, Томас Мартинес был самым выдающимся лидером консервативной партии лоялистов.
В 1857−1867 годах — президент Никарагуа. Во время его правления были установлены дипломатические отношения со многими европейскими странами. Был наведён порядок в разорённой гражданской войной стране. Мартинес установил дружеские и торговые договоры с различными странами. Он основал ряд школ для детей, в том числе для девочек. Строил дороги. Поощрял выращивание кофе и хлопка; были созданы два новых департамента: Чинандеге и Чонталес. Также, в течение срока его полномочий был построен порт Коринто.
Умер 12 марта 1873 года в Леоне, Никарагуа.
Его дочь была замужем за президентом Аданом Карденасом.